# 海门站
海门站，位于中华人民共和国江苏省南通市海门区，是宁启铁路上的火车站。海门站距离海门区中心4公里，规划建设面积为8000平方米，于2019年1月5日宁启铁路二期通车而启用。
宁启铁路海门段工程涉及5个区镇，分别是海门工业园区、海门高新区、常乐镇、悦来镇和临江新区，海门段工程全长38.36公里。

## 外部連結
- 中国铁路客户服务中心 （页面存档备份，存于）